# Ойкумена (роман)
«Ойкумена» — роман в трёх частях («Кукольник», «Куколка», «Кукольных дел мастер») харьковских писателей Дмитрия Громова и Олега Ладыженского, пишущих под псевдонимом Генри Лайон Олди. Это произведение — первая проба пера авторов в жанре «космической оперы», оно носит подзаголовок «Космическая симфония». В романе изображён художественный мир, где объединены несколько стратегий осмысления человека:179. Роман строго соответствует традициям научной фантастики и создаёт образ далёкого, в немалой степени антиутопичного будущего человечества, которое расселилось по разным планетам.
Прямыми продолжениями романа «Ойкумена» являются другие романы-трилогии цикла «Ойкумена» (он же «Космический цикл»), которые используют тот же вторичный мир (планеты, расы, свойства рас, история, техника). К этим романам относятся «Urbi et Orbi, или Городу и Миру» («Дитя Ойкумены», «Королева Ойкумены», «Изгнанница Ойкумены»), «Дикари Ойкумены» («Волчонок», «Волк», «Вожак»), «Побег на рывок» («Клинки Ойкумены», «Призраки Ойкумены», «Ангелы Ойкумены») и «Блудный сын, или Ойкумена: двадцать лет спустя» («Отщепенец», «Беглец», «Сын ветра»).

## Мир Ойкумены

### Устройство и хронология
Вселенная Олди населена людьми вида Человек разумный, расселившимися по пригодным для обитания планетам во времена досветовой звездной экспансии в незапамятные времена. Так, история цивилизации вехденов на момент действия романа насчитывает 65736 лет. За 1274 года до начала действия романа в разных мирах независимо были изобретены устройства для гиперпространственного перехода, и наступил новый период в истории человечеств — Космическая эра. Различные цивилизации людей вступили в контакт друг с другом и основали Галактическую Лигу. Несмотря на многообразие миров, населённых людьми, и мутации, прошедшие со времени начала первой колонизации, все люди остаются генетически едины. Другие разумные существа во вселенной Ойкумены отсутствуют.
Миры Ойкумены несут черты, часто окарикатуренные, той культуры, к которой, по всей видимости, принадлежали первопоселенцы. Это и вышедшая в космос новая Римская империя помпилианцев, и сасанидский Иран вехденов, и уютный мирок российской провинции начала XIX века планеты Сечень с помещиками, крепостными и раскольниками, и безвестная планета, подвергшаяся атаке помпилианцев, которой присущи черты юга Украины времён Первой мировой войны.
До сих пор в разных частях галактики открывают новые, как правило варварские, миры, населённые людьми. С некоторыми из них вступают в контакт, принимают в Лигу и подтягивают до общего технического уровня.
В самой трилогии авторы не дают ответ на вопрос, откуда взялось множество населённых человечеством миров, однако в романе-трилогии «Urbi et Orbi или Городу и миру», действие которого разворачивается во вселенной Ойкумены, один из героев озвучивает авторскую теорию Семенова-Зусера, согласно которой номосы протоцивилизаций отпочковались от земного космоса и начали собственное существование в космосе вселенной.

### Основные расы
В основе различий между расами — принципы работы с энергией. Все расы в мире Ойкумены разделены на три большие группы: энергеты, техноложцы и варвары.
В процессе обособленного проживания и эволюции ряд человеческих рас приобрел возможность накапливать и использовать внутреннюю энергию. Так образовались четыре основные расы энергетов:
- Вехдены — вероятно ведут родословную от народностей Ирана и Афганистана (в языке «вехд-ар» много корней фарси и пехлеви, титул императора «кей», одного из кеев звали Кобад, страшное ругательство — «храфстра», есть также титул сатрапа. Имена вехденов — иранско-сасанидские). Путём соблюдения ряда запретов (не ходить босиком, не праздновать день рождения, не лгать, хотя можно говорить правду частично, не прикасаться к змеям, не прикасаться к трупам) способны взращивать «внутренний огонь», который впоследствии  могут использовать, в том числе в реакторах космических кораблей. Сама идея дает отсылку к зороастризму.
- Брамайны — страдая и испытывая лишения, способны накапливать внутренний «жар», впоследствии могут преобразовывать его в лучистую энергию. Родные планеты брамайнов отличаются от других планет Ойкумены нищетой и перенаселённостью[3]. Брамайны являются потомками жителей Индии, сочетающими в своей жизни высокие технологии с кастовой системой и глубокой верой в богов индуистского пантеона[2].
- Вудуны — способны управлять и преобразовывать в энергию энергетику духов («лоа») живого и неживого. Отсылка к религии вуду. Пляскам вудунов свойственно гипнотическое действие; вудуны — самые пластичные и гибкие люди в Ойкумене[3].
- Гематры — люди-компьютеры (склонны к аутизмо-подобным психическим расстройствам, время от времени уходят в себя, в «счисление», малоэмоциональны и мало-мимичны). Способны создавать так называемые «гематрицы» — символьные комбинации, которые могут работать либо как компьютеры общего и специального назначения, либо как источники энергии, либо как единый компьютерно-энергетический модуль. Гематрицы уникальны и на их создание способны только гематры, поэтому гематрицы без ограничений идут на экспорт. Сама идея гематриц лежит в каббале (см гематрия). Также способны создавать големов — искусственных людей, которые в случае необходимости метаморфируют в боевых или технических роботов, выращивая металлические конечности. Для создания голема нужны усилия целой семьи гематров. Голем имеет сзади на шее наклейку с гематрицей, которую нужно время от времени обновлять.

Остальные расы в зависимости от технического уровня делятся на варваров и техноложцев. Техноложцы — обобщающее название многих рас, которые в течение тысячелетий придерживаются пути научно-технического развития. Уровень развития различных рас, относящихся к техноложцам, отличается: одни лишь ненамного превосходят уровень развития, характерный для XXI столетия, другие достигли в познании очень больших успехов.
Самые развитые техноложцы, Ларгитас, в «Ойкумене» упоминаются вскользь, но играют огромную роль в «Urbi et Orbi» и «Блудном сыне». Ларгитас представляет собой своеобразный рай для учёных, в нём самая передовая наука, существенно обгоняющая науку в других регионах Ойкумены; множество технических новшеств, передовая медицина, большое количество телепатов. По этническому колориту Ларгитас — север Германии — Голландия — Швеция, по социальному строю — мягкий и гуманистический, но полутоталитарный режим с вежливыми но всесильными службами госбезопасности. Особенностью Ларгитаса является использование их научной системой всей номенклатуры феодальных титулов: академик называется герцогом или королем, профессор — графом, а аспирант — кавалером. Большинство ларгитасцев в той или иной мере ненавидят и презирают энергетов (энергеты отвечают взаимностью), это практически государственная и народная идеология. Хотя официальные действия ларгитасских властей никогда не содержат этого расизма в прямом виде, тем не менее все на Ларгитасе знают, что это так. Например, энергетов не берут в вузы Ларгитаса, хотя официального запрета на это и нет.
Также на Ларгитасе много телепатов, существуют специнтернаты по их подготовке и даже телепатическая полиция (занимается оперативно-розыскными мероприятиями, касающимися телепатов, телепатическая слежка за обычными людьми не замечена и скорее всего отсутствует).
К варварам относятся обитатели недавно открытых миров, не дотягивающие до общего технического уровня других народов.
Особняком стоит раса помпилианцев (ругательные названия — «помцы» и «помпилы»), не способных выделять энергию напрямую, но способных на ментальном уровне превращать людей в рабов, а затем преобразовывать их жизненные и ментальные силы в лучистую энергию. Отсылка к Древнему Риму, но не только к нему: по словам Олега Ладыженского, некоторые особенности были взяты от Третьего Рейха и других империй.
«Многие ученые-антропологи до сих пор сомневались, куда отнести уроженцев Помпилии: к энергетам, техноложцам или варварам. С одной стороны, помпилианцы не уделяли особого вниманию прогрессу технологий, как техноложцы, и не были равнодушны к цивилизации, как варвары. С другой стороны, их физиология не позволяла обеспечивать должный уровень энергетических потребностей расы, продавая излишки всем желающим, — как это делали брамайны, гематры, вехдены или вудуны. На помпилианцев надо было смотреть с третьей, совершенно оригинальной стороны. В процессе эволюции, совершавшейся в условиях консервации рабовладельческого строя, уроженцы Помпилии приобрели оригинальную психофизическую особенность: они научились „ставить клеймо“. Клеймённый хозяином раб — захваченный силой, купленный на рынке, переданный в рабство по суду, за долги или иным законным способом — становился чем-то вроде части тела хозяина. Владелец мог использовать своё „двуногое имущество“ любым способом, вплоть до перекачки нужного количества жизненной энергии раба в механические движители».
Раб помпилианца сохраняет память и самосознание, но тем не менее «на автопилоте» выполняет приказы, даже не понимая, а почему он их выполнил. Сопротивление бесполезно — раб не сразу понимает, что он уже выполняет приказ, а собирался сопротивляться. Приказ может отдать любой помпилианец, но приказ хозяина при этом имеет приоритет. После длительного пребывания в статусе раба человек превращается в «робота» — вялое, лишенного мотиваций и желаний существо, вплоть до полностью растительного состояния «овоща». Поскольку робот становится слабым источником энергии, помпилианцам необходимо время от времени заменять рабов.
Помпилианец может мгновенно задавать вопросы и отдавать приказы своим рабам даже через парсеки расстояния. Однако само порабощение возможно только с близкого расстояния (расстояния разговора) и при визуальном контакте. Процесс это интимный, его легко прервать посторонним, что вызывает у помпилианца приступ фрустрационной злобы.
Все помпилианцы на подсознательном уровне мгновенно ощущают, кто перед ними: свободный человек, раб или семилибертус (полураб). Другие расы этого ощутить не могут.
Юридический и психический статус раба — разные вещи. Как правило, «рабы психически» являются и рабами юридически, однако возможны юридические рабы, которые психически при этом свободны.
Семилибертус уже не подчиняется хозяину как раб, но на нём есть «ошейник», через который хозяин в любой момент может причинить ему боль или даже удушить. Обычно семилибертусы используются как актёры ток-шоу — на съёмке они выворачивают себя наизнанку, не будучи способными ничего утаивать, в том числе весь весьма личный негатив.
Если помпилианец клеймит в рабы человека, находящегося без сознания, возникает витаморт — нежить, которая не способна ни к чему самостоятельно, и требует усилий помпилианца даже для шевеления руками и ногами. Такой человек уже никогда не очнется и скоро умрет окончательно.
Попытка помпилианца заклеймить в рабы другого помпилианца вызывает «дуэль клейм». Проигравший в такой дуэли становится глубоким психическим инвалидом или же гибнет. Также в романах описаны исключительные и особенные, нечасто встречающиеся, люди, иммунные к помпилианскому клеймению, и даже такие, попытка заклеймить коих стоит помпилианцу смерти от инсульта.
В каждой расе энергетов изредка (на момент романа было около 320 антисов) рождаются люди, способные по собственному желанию переходить из обычного состояния в энергетическое (волновое) и обратно — так называемые антисы. Считается, что у не-энергетических рас (в том числе помпилианцев) не может быть антисов. Антис в волновом виде — это космический исполин, путешествующий в космосе на сверхсвете и могущий жечь космические корабли. Зачастую первый в жизни (последующие — по желанию) переход антиса в волновой вид сопровождается мощным взрывом («горячий старт»).
Также потомство энергетов и не-энергетов теряет энергетические свойства (известно единственное исключение из этого закона, возникшее при весьма нетривиальных обстоятельствах).

### Вторичный эффект Вейса
Вторичный эффект Вейса, иначе галлюцинаторный комплекс или шелуха — каждый энергет, полуэнергет (помпилианец) или человек, взаимодействующий с энергетом в момент использования последним энергетических функций, «выпадает» в галлюцинаторную реальность, которая соответствует проекции действий энергета на обыденную реальность. Например, рабы на помпилианских кораблях в момент преобразования их ментальной энергии в лучистую видят себя рабами на античной галере, вехдены, поддерживающие термоядерный реактор, «под шелухой» топят очаг в доме, антис Нейрам представляется Борготте исполином и т. д. Также «под шелухой» работают телепаты, психиры и остальные пси-активные не-энергеты.
Вехденские спецназовцы, а также психиры способны сражаться и работать «под шелухой», одновременно воспринимая и осознавая две реальности и чётко понимая, что шелуха, а что под ней.
Помпилианец в процессе порабощения человека скатывается «под шелуху», где все помпилианцы видят одно и то же: помпилианец превращается в пять своих клонов, которые клеймят порабощаемого раскалённым железом.

### Невропасты, телепаты и психиры
Некоторые люди не-энергетических рас имеют телепатические способности (в одном из романов прямо сказано о невозможности существования энергетов-телепатов).
Слабый телепат может лишь корректировать моторику, речь и мысли других людей, причём, как правило, от «куклы» (корректируемого) требуется троекратное согласие (исключения есть, например сектанты с Сеченя, но крайне редки). Такой телепат называется «невропаст», это высокооплачиваемая профессия (снять комплексы, например заикание, вельможе во время бала или генералу во время торжественной речи, улучшить состояние сваливающегося в аутизм гематра и т. д.). Во время работы невропаст видит моторику и речь «куклы» как пучки нитей. Зачастую невропаст во время работы сваливается «под шелуху».
Настоящий телепат способен полностью овладевать человеком и копаться в его подсознании и мозговой деятельности вплоть до уровня отдельных синапсов. Это возможно даже и без согласия человека, однако не-преступные (и не-спецслужбистские) телепаты этого крайне сильно избегают (например, было несколько варварских бунтов с массовыми убийствами в протест против применения по данным варварам телепатии). В «Urbi et Orbi» также существует автоматизированный полицейский контроль за попытками несанкционированного применения телепатии, а детей-телепатов в обязательном порядке переводят в специнтернат (возможность общения с близкими сохраняется).
Телепаты в большом количестве встречаются на Ларгитасе, где они есть часть тамошнего социума. Однако же самые сильные телепаты — это те, кто прошли храмовое обучение на планете Сякко (японский этнический колорит и имена). В это число попадают как этнические сякконцы, так и прошедшие сякконское обучение иномирцы (например, с Ларгитаса). Сякконский телепат во время работы, сваливаясь под «шелуху», ощущает себя в шести клонах, которые могут исполнять функции операционной бригады.

### Флуктуации континуума
Гиперпространственные переходы космических кораблей создают возмущения пространственно-временного континуума, так называемые флуктуации. Флуктуации, скапливающиеся в районах точек переходов, способны полностью высасывать энергию из космических кораблей, а проникая в людей, лишать их разума. Флуктуации считаются природным явлением, для их рассеивания применяются боевые корабли. Также рассеивать флуктуации способны и антисы.
Самая развитая флуктуация — пенетратор. Разумна. Есть сходство с антисом в волновом виде, но, если антис выращен как человек, является человеком и об этом не забывает, то пенетратор — Чужое.
Пенетратор может овладевать людьми на борту космических кораблей и таким образом общаться с другими членами команды. Когда пенетратор покидает такого человека, тот умирает, а тело распыляется или сгорает.
«Под шелухой» флуктуации выглядят как мифологические чудища.

### Намоды
В Ойкумене существует некоторое количество наследственно-модифицированных людей, в частности полулюдей-полусобак. Намоды-киноиды являются полноправными людьми, но плюс к этому имеют и некоторые качества собак, в том числе гигантскую силу в рукопашной схватке. У намодов, как и у элитных собак, есть понятия чемпионов породы и «вязок» с целью улучшения оной. Намоды-чемпионы в человеческом обществе являются очень красивыми внешне людьми, и занимают положение, сходное с положением кинозвезд.
Киноид может иметь хозяина, которого обожествляет и абсолютно ему предан, вплоть до того, что помпилианец не может заклеймить такого киноида в рабы (у него уже есть хозяин).
Помимо намодов-киноидов в романе эпизодически упомянут и намод-серпентоид (человек-змея).

### Планеты, на которых разворачивается основное действие
- Борго — родная планета Лючано Борготты, варварский мир, член Лиги, носящий черты европейской средиземноморской страны 20–30 годов XX столетия.
- Кемчуга — варварская планета в системе Гаммы Шамана, где Лючано Борготта отбывал первый срок в тюрьме Мей-Гиле.
- Китта — планета мира вудунов.
- Михр, Хордад, Тир, Фравардин — планеты системы двойной звезды Йездан-Даста, главные планеты империи вехденов.
- Помпилия, Квинтилис, Октуберан — планеты мира помпилианцев.
- Сечень, созвездие Архиерея — варварский мир, член Лиги, носит черты русской провинции первой половины XIX века.
- Террафима — варварская планета, носит черты Испании времен абсолютизма. Место гладиатория и лаборатории Юлии Руф.
- Тамир — ледяная планета, на которой проживает несколько тысяч геологов и горных рабочих.

Автор настаивает на распределении  ролей в выдуманном мире фантазии именно таким образом. Отсылка к себе и рефлексия на тему ролей в выдуманном мире часто приводит к последствиям. 

## Главные герои
- Лючано Борготта, он же Тарталья — невропаст с планеты Борго. Техноложец.
- Карл Эмерих (маэстро Карл) — невропаст, учитель и бывший начальник Лючано. Техноложец.
- Гишериан Ахаханаврак Йинувье (Добряк Гишер) — тюремный служащий тюрьмы Мей-Гиле на Кемчуге, экзекутор (палач). Варвар.
- Гай Октавиан Тумидус — Гард-легат. Помпилианец.
- Юлия Руф — Генетик-исследователь. Помпилианка.
- Нейрам Саманган — антис, сын сатрапа Пира Самангана и любимец императора Кобада (пожалован титул лидер-антиса). Вехден.
- Лука Шармаль — крупный бизнесмен, миллиардер. Гематр.
- Айзек Шармаль — сын Луки Шармаля, социолог. Гематр.
- Фионина Вамбугу — адвокат. Вудуни.
- Лусэро Шанвури, он же Папа Лусэро — вудун, антис.
- Адольф Фридрихович Штильнер — ученый-генетик, впервые удачно провёл эксперимент по закреплению энергетических свойств у детей от смешанных браков энергетов и не-энергетов. Техноложец.
- Давид и Джессика Шармаль — внуки Луки Шармаля и дети профессора Штильнера. Полугематры, сохранившие свойства гематров в полной мере.
- Фаруд Сагзи — полковник службы расовой безопасности. Вехден.
- Бижан Хезерван (Бижан Трубач) — майор службы расовой безопасности. Вехден.
- Заль Ардашир (Заль Гитарист) — капитан службы расовой безопасности. Вехден.

## Сюжет

### Книга первая — «Кукольник»
Лючано Борготта по прозвищу «Тарталья» — директор уникального театра. «Артисты» театра не играют сами, но управляют моторикой и речью заказчиков, превращая частные вечеринки в веселые представления и карнавалы. Впрочем, это не единственное занятие невропастов. Все, что умеют невропасты, это с согласия клиента корректировать его речь и моторику. Однако при этом они способны заставить нормально двигаться и связно говорить абсолютно пьяного человека, придать речи пафос, а жестам — уверенность и так далее. Сам Лючано — уникум, в отличие от большинства невропастов он умеет управлять и первой (моторика), и второй (речь) системами человека одновременно, что, как правило, не под силу большинству невропастов. Кроме того, после отсидки в тюрьме, где Лючано пошел на сотрудничество с властями, он научился мастерству экзекутора-палача, а благодаря таланту невропаста он способен насылать боль дистанционно, иногда не контролируя себя.
Собственный театр Лючано-Тартальи был создан по настоянию графа Мальцова с планеты Сечень. Граф помог набрать «актеров» из своих крепостных и финансировал театр на начальном этапе. Сам граф практически разорен спонсорской деятельностью евгенического центра «Грядущее», где профессор Штильнер пытается добиться закрепления энергетических свойств у детей — потомства энергетов и не-энергетов.
Прибыв на планету Китта после отработки вечеринки одного богатого гематра (на деле речь шла о помощи гематру, у которого начиналась «монополяризация психики», типичное для гематров расстройство по типу аутизма), театр Лючано получает сразу несколько выгодных контрактов. Лючано отправляет своих «актеров» обслуживать очередного клиента, а сам берется помочь гард-легату с Помпилии Гаю Тумидусу сказать торжественную речь на выпуске военной академии. Во время речи у Тартальи начинается приступ мигрени и он против собственного желания насылает боль гард-легату и практически срывает речь. Гай подает в суд на Лючано, последнего сажают в предварительную тюрьму, где он знакомится с антисом Папой Лусэро, который делает ему уникальную движущуюся татуировку. Несмотря на усилия адвоката Фионины Вамбугу, умеющей работать и «под шелухой» на уровне Лоа (приходит в ужас от Лоа Борготты, говорит, что «Лоа с когтями»), Гай выигрывает процесс. Лючано осужден на три года тюрьмы, которые заменены на три года в рабстве у Тумидуса.
В рабстве Лючано знакомится с Давидом и Джессикой Шармаль еще не подозревая, что близнецы — внуки мультимиллиардера Луки Шармаля, и попадает на космическую галеру Гая. Также на галере оказывается помпилианка Юлия, приятельница Гая Тумидуса, брюнетка огромной силы характера, возможно, превосходящая в этом Гая. Удивительно, но Юлия, в отличие от других помпилианцев, не относится к Лючано как к мебели. По обрывкам фраз между Гаем, его товарищем-корсаром и Юлией становится ясно, что Юлия руководит какими-то лабораториями.
Тарталья участвует в налете на еще незарегистрированный Галактической Лигой варварский мир (нечто вроде Украины времен Первой Мировой), где помпилианцы хотят набрать свежих рабов. Неожиданно помпилианцы получают отпор, и Тарталье приходится спасать жизнь Тумидусу. Так как Тарталья-раб не способен действовать без приказа хозяина, Тумидус снижает контроль. Сразу после отлета с планеты галера подвергается атаке флуктуаций континуума и небольшая часть флуктуации «селится» внутри Тартальи. Выжив после атаки только благодаря киттянскому антису Лусэро Шанвури «Папе Лусэро», Тумидус в очередной раз убеждается, что держать Тарталью на коротком поводке, как остальных рабов, себе дороже и, по рекомендации антиса, ослабляет клеймо, делая Лючано семилибертусом — слабее контролируемым рабом, со значительно расширенными правами и возможностями.

### Книга вторая — «Куколка»
Семилибертус (полураб) Тарталья отныне выступает в новом качестве. Гай Тумидус сдает в его в гладиаторий, но это не простой гладиаторий. Под воздействием ментального «ошейника» психика полураба причудливо видоизменяется и во время так называемых шоу из него в вербальной форме лезет весь накопленный в течение жизни негатив. Такие шоу с удовольствием смотрят помпилианцы. Дабы дать негативным эмоциям физический выход и не допустить драк и потасовок между полурабами, за каждым «гладиатором» закрепляют «овоща» — одного из живущих в подвалах гладиатория кататоников с полностью разрушенной психикой. За Тартальей закрепляют блондина (далее оказывается, что вехдена, но на тот момент в тексте это не сказано) средних лет, которого сам Тарталья называет Пульчинелло. В обязанности гладиатора входит кормить своего «овоща» два раза в день и установить с ним ментальный контакт. Пульчинелло не воспринимает голосовые команды, поэтому Тарталья воздействует на психику и моторику Пульчинелло и заставляет его есть. У Пульчинелло Тарталья обнаруживает не только первую (моторика) и вторую (речевой аппарат) системы, но и третью систему, незнакомую ему.
В то же время, благодаря флуктуации, поселившейся внутри Тартальи, последний получает дар заглядывать в прошлое, точнее — в те моменты прошлого, свидетелем которых стала сама флуктуация. Тарталья начинает понимать, что флуктуации как минимум полуразумны. Кроме того, ему открывается история близнецов Шармаль — детей профессора-техноложца Адольфа Штильнера и Эмилии Шармаль, дочери гематра Луки Шармаля. Несмотря на смешанное происхождение, дети полностью унаследовали энергетические свойства гематров, при этом более эмоциональны, чем гематры натуральные. Однако когда Лука Шармаль узнал о смешанном происхождении внуков, он добился разорения центра «Грядущее». Его же сын пошел еще дальше и продал племянников в рабство. Оба они являются участниками движения «За чистоту», выступающего против браков между гематрами и не-гематрами.
Неожиданно Тарталья получает приглашение от Юлии, которая оказывается на той же планете. Тарталья посещает Юлию и выясняет, что сама Юлия уже много лет занимается проблемами возникновения и передачи по наследству энергетических свойств, а также ликвидации зависимости помпилианцев от наличия рабов. В частности Юлия избавилась от всех рабов, что для помпилианца равносильно смерти от депрессии и связанных с ней расстройств (Юлия прошла через жуткие мучения), и выкупила у Тумидуса близнецов Шармаль, дав им свободу.
Внезапно на особняк Юлии нападает секта Ревнителей пророка Хосенидеса. Обороняясь от них, Юлия впадает в совершенно сумасшедшее состояние и наносит по ним удар могучей, ранее никем не виданной, телепатией, от чего многие сектанты гибнут, а Юлия еще некоторое время после этого «не в себе». Однако сразу же за этим Тарталью похищают прилетевшие на космоботе наёмники вехдены (по легенде — рок-группа, Бижан Трубач, гитарист и барабанщик), по ошибке приняв его за Штильнера, который должен был посетить Юлию.
На корабле вехденов Лючано отдают в руки психира, который должен вырезать ему память обо всем, что связано с близнецами. Психир немедленно обнаруживает, что перед ним не Штильнер, однако дальше все становится еще суровее: психир обнаруживает, что перед ним помпилианский раб, а вмешательство психира в раба немедленно вызывает драку с хозяином раба «под шелухой». Психир считает, что его «подставили». Во время драки Гай снимает с Лючано клеймо раба вовсе, а тот, уже не «под шелухой», а в реале, убивает психира (занятого дракой с Гаем) палкой по голове.
Выяснив ошибку, вехдены решают уничтожить Тарталью, но его узнает по гипервидеосвязи командир боевого отряда Фаруд Сагзи, с которым Тарталья некогда сидел в одной тюрьме. Неожиданно на корабле, практически его разрушив, появляется Пульчинелло, в котором потрясенные вехдены узнают лидер-антиса своей расы Нейрама Самангана, пропавшего без вести три года назад.
При этом через влияние флуктуации-симбионта Борготта еще ранее видел «под шелухой», как именно было подстроено исчезновение Нейрама. Антисы неуязвимы ни для какого оружия (успевают перейти в волновое состояние со взрывом). Для того, чтобы избавиться от антиса (якобы во имя интересов вехденской державы), используется плесень куим-се, которая есть материал записи для арт-транса («продвинутый» кинематограф). Фаруд Сагзи внедрился в помощники к арт-транс-режиссёру Монтелье и получил доступ к капсуле записи. Следом прилетела загримированная Юлия, привезя с собой раба-робота, практически «овоща». Записав робота на плесень, Фаруд использовал эту плесень, угостив ею Нейрама, от чего последний потерял сознание. Далее он, в состоянии «овоща», оказался в одной психиатрической клинике с Юлией — последняя из-за обезрабливания время от времени испытывает неконтролируемые приступы, опасные для окружающих, как это и случилось во время схватки с сектантами. Из разговора психиатра и начальника Юлииной охраны Антония (приставлен отцом Юлии, помпилианским вельможей) становится ясно, что эти приступы есть то, во что переродилась врожденная способность помпилианки клеймить рабов.
Нейрам абсолютно обеспамятел, но нашел в космосе Тарталью, потому что наступило время ужина. Неконтролируемый переход антиса из волны в вещественное состояние полностью разрушает двигательный отсек корабля. Почувствовав появление Нейрама в космосе, через его тело с Лючано, Юлией, близнецами Шармаль и вехденами вступает в контакт разумная высшая флуктуация-пенетратор, известная людям как Птица Шам-Марг. Птица давно дружит с Нейрамом и теперь пытается понять, что с ним произошло. Тарталье удается договориться с Шам-Марг, и та вместе с Нейрамом переходит в волновое состояние в районе дюз корабля. Отдачей корабль направляет к ближайшей обитаемой планете системы.

### Книга третья — «Кукольных дел мастер»
Прибыв в обитаемый мир Тамира Тарталья, Юлия и вехденские спецназовцы расстаются. Борготта попадает в руки агента, который давно охотится за группой Бижана, и обвиняет Борготту в убийстве сектантов Хосенидеса и во взрыве гладиатория (Нейрам перешел в волну в подвале гладиатория). Однако через короткое время Тарталью вновь похищают (спасают?) вехдены. Оказывается, безумный Нейрам Саманган раз за разом возвращается в то место, где он потерял память на поверхности одной из планет вехденов, сея хаос и разрушения при неконтролируемом переходе. Благодаря «экскурсам в прошлое» Тарталья узнает, что лишение Нейрама памяти было операцией спецслужб ведхенов, но предпочитает держать свои знания при себе.
Попав в мир вехденов, Тарталья связывается с Лукой Шармалем и открывает ему местонахождение внуков, за что Лука переводит ему 30 миллионов экю. Сразу после этого Тарталью снова похищают Фаруд Сагзи и его люди.
Лука прилетает на Тамир с големом Эдамом и пытается забрать детей у Юлии. Юлия соглашается на юридическое освобождение детей (а психически они освобождены ею же уже давно), но дети хотят как свободные люди остаться с ней. Лука соглашается, но приставляет к ним голема. Также на корабль Юлии попадает адвокатша Фионина, ищущая своего клиента с уникальным Лоа.
Тарталье предлагают попробовать привести Нейрама во вменяемое состояние. Лючано знает, что человек, предлагающий ему нормализовать Нейрама, стоит за заговором (отец Нейрама сатрап Саманган), но отказаться не может. В это время в мире вехденов происходит переворот, и планета, на которую предстоит высадиться Тарталье с офицерами расовой безопасности, объявляет независимость. В качестве гаранта мира приглашается ограниченный воинский контингент помпилианцев (старые враги вехденов), с которым в качестве военного советника летит Гай Тумидус.
Тарталье удается войти в контакт с Нейрамом. Во время этого на место событий прибывает Тумидус с группой помпилианцев, который нашел имя Борготты в списках вехденских «спортсменов». В результате боя помпилианцев с вехденами Тумидус попадает в плен, откуда бежит, наложив клеймо на бессознательного раненого вехдена (получив витаморта, который открыл ему дверь).
В самый последний момент оставшиеся в живых вехдены уже на грани убить и Тарталью, и Тумидуса. Однако последний использует остаток силы своего «клейма» для попытки подчинения вехденов, а первый, видя все происходящее «под шелухой» и при помощи «внутреннего огня» вехденов и «клейма» Тумидуса, активирует третью систему антиса. В произошедшем взрыве гибнет командир вехденов Фаруд Сагзи, а антис набрасывается на помпилианский флот и наносит ему серьезные потери.
При этом сам Тарталья, Тумидус и вехдены Заль-«гитарист» и Бижан становятся частью антиса и переносятся на заброшенную орбитальную тюрьму Шеол. К Нейраму возвращается память, но это память двадцатисемилетней давности и он отказывается верить происходящему, после чего контролируемо покидает Шеол, оставляя там Тарталью и остальных. Далее Нейрам попадает в гости к отрекшемуся, но сохранившему большое влияние вехденскому императору-кею Кобаду, который давно ему симпатизировал. Когда Нейрам связывается по коммуникатору с отцом, отец, едва его не погубивший, кончает с собой.
Герои остаются на Шеоле. Орбитальная тюрьма без охранников, но с зэками, 11 лет назад провалилась в червоточину, и ныне находится неизвестно где в космосе. Связь, если и осталась, то находится по контролем управляющего компьютера тюрьмы (который по-прежнему поддерживает тюремный режим) и недоступна заключенным. Вокруг тюрьмы возникает целый рой пенетраторов, которые время от времени овладевают кем-то из шеольцев и покидают его, разрушая тело.
Сообщество заключенных превратилось в секту рефаимов, которые поклоняются Малому Господу (управляющему компьютеру), а одержание пенетраторов понимают как ангельское Осенение. Руководит сектой очень красивая девушка-блондинка, которую зовут Пастушка (далее выясняется, что она имеет огромную силу в рукопашной схватке и лично убила некоторых авторитетных зэков, которые выступали против секты). Также Пастушка имеет очень проникновенный низкий голос, оказывающий телепатическое воздействие. Пастушка старается поддерживать порядок на станции и уменьшает количество агрессии (сектанты вялы и малоагрессивны).
Далее к Шеолу автоматически притягивается космический корабль Юлии Руф, с Юлией, Антонием, адвокатшей Фиониной, детьми-гематрами и големом Эдамом на борту.
Давид и Джессика с первого взгляда узнают в Пастушке намода-киноида (называют её «сука», потом говорят, что это не ругательство, а литературное обозначение самки собаки), а бывший тюремный священник Авель рассказывает предысторию Пастушки. Девушка по имени Марийка действительно намод-киноид, предназначенный для выпаса овец и их обороны от волков. Случайно оказавшись в зоопарке и увидев, как волки пожирают её любимых овец, она кратковременно сходит с ума и убивает в припадке ярости нескольких посетителей зоопарка, за что попадает в тюрьму. В тюрьме же она увлекается религией и оказывается во главе секты рефаимов.
Для бегства с Шеола Фионина пытается использовать полномочия адвоката, чтобы побудить «Малого Господа» связаться с вышестоящим начальством. Это не получается, ибо на Шеоле осталась старая база данных, по которой Фионина еще не получила лицензию.
Тогда дети-гематры задумывают второй план: чтобы побудить компьютер подать сигнал бедствия, они начинают инсценированную драку, и убегают от вмешательства голема в пристыкованный космический корабль, зная, что голем императивно обязан их защищать. Голем, в попытке добраться до детей, рушит воздушный шлюз, создавая аварийную ситуацию, и в результате гибнет сам.
После этого Юлия, попадая снова в свой приступ, пытается использовать свою телепатическую мощь для контроля компьютера, но её чуть не убивает Марийка. Юлию спасают Гай и вехденские спецназовцы, вступают с Пастушкой в драку, которая смертельно опасна для них всех.
Благодаря безвыходной ситуации Тарталья повторяет опыт и создает коланта — коллективного антиса, где энергеты и Пастушка («под шелухой» — собака) отвечают за наличие энергии перехода, помпилианец (в данном случае Юлия) связывает людей воедино, а невропаст активизирует третью систему. В финале все герои встречаются в старом доме Тартальи, а сам Тарталья женится на Юлии Руф. Тарталья и Штильнер открывают центры по тренировке экипажей колантов — групп людей, путешествующих по галактике в виде сгустков энергии.

## Интересные факты
- Земля не упоминается в романе ни как одна из заселенных планет, ни как прародина человечества. В одном из интервью Олди утверждают, что Земля в мире Ойкумены не существует, она лишь мифическая прародина человечества[9].
- Идея третьей сигнальной системы антисов (после моторики и вербальной системы людей) перекликаются с «третьей импульсной системой» люденов Стругацких[10]. Однако антисы Олди — антитеза люденам Стругацких[11]. В мире Ойкумены антисами рождаются, в то время как люденов Стругацких инициируют. Кроме того антисов с детства воспитывают с чувством принадлежности к Человечеству и своей расе и ответственности за них.
- Авторы в своих произведениях дважды используют имя легендарного персидского царя Кей-Кобада. В романе «Ойкумена» кей Кобад — отрекшийся от престола глава империи вехденов, друг и наставник Нейрама Самангана.
- Фраза пьяного декуриона «Pedicabo ego vos et irrumabo» — первая строфа нецензурного стихотворения Гая Валерия Катулла Catullus 16. Впервые стихотворение было опубликовано в неотцензуренном виде лишь в конце XX века. Фраза представляет собой угрозу насильственных действий сексуального характера в извращенной форме.
- Название банка «Разенфайзен», где Борготта проверяет состояние счета, придумано по созвучности с названием банка «Райффайзен», филиалы которого не редкость в Харькове.